# Ōmiya-ku

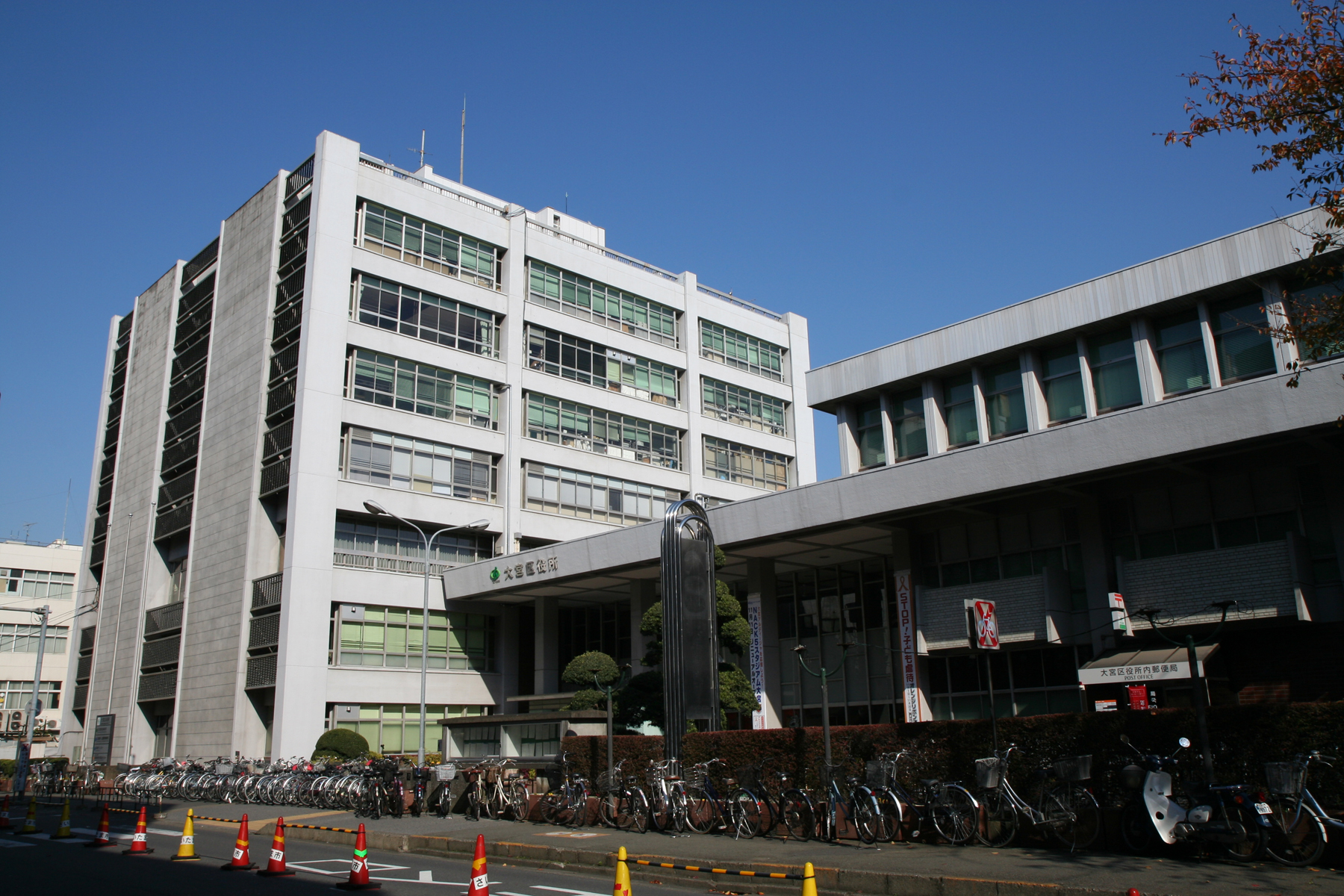
Mairie de l'arrondissement d'Ōmiya.

Ōmiya (大宮区, Ōmiya-ku) est un arrondissement de la ville de Saitama, située dans la préfecture de Saitama, au Japon.

## Toponymie
En japonais, les deux kanjis composant le toponyme « Ōmiya » sont 大 (Ō, qui signifie grand) et 宮 (miya, signifiant « sanctuaire shinto »), en référence au sanctuaire Hikawa, lieu de culte majeur de la religion shinto qui y est établi.

## Géographie

### Situation
Ōmiya-ku est situé dans le centre de la ville de Saitama, dans la préfecture de Saitama, au Japon.

### Démographie
Au 1er avril 2017, la population de Ōmiya-ku comptait 116 422 habitants (9,1 % de la population de la ville de Saitama) répartis sur une superficie de 12,80 km2.

## Histoire
Situé sur la Nakasendō, le bourg d'Ōmiya a été fondé en 1889. En 1940, de nombreux petits villages fusionnèrent pour former la ville d'Ōmiya. Le 1er mai 2001, la ville a fusionné avec les villes voisines d'Urawa et de Yono pour former la ville de Saitama. Le territoire de la ville originale d'Ōmiya correspond aux arrondissements suivants de la ville de Saitama : Kita-ku, Minuma-ku, Nishi-ku et Ōmiya-ku. Ōmiya est toujours le nom de la gare principale de Saitama.

## Transports

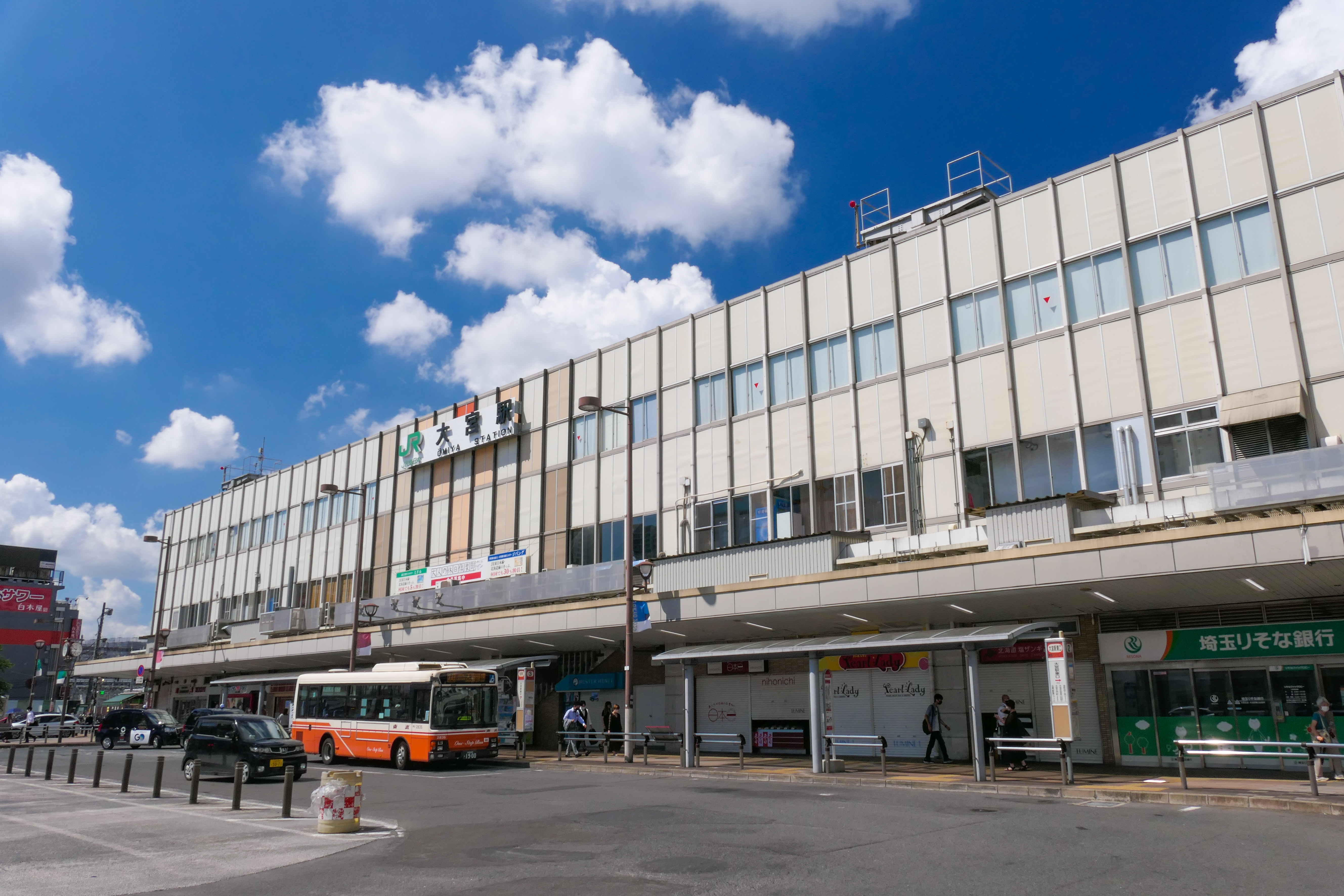
Gare d'Ōmiya.

L'arrondissement est desservi par de nombreuses lignes ferroviaires qui se croisent à la gare d'Ōmiya :
- lignes Shinkansen Akita, Jōetsu, Hokuriku, Tōhoku et Yamagata ;
- lignes Kawagoe, Keihin-Tōhoku, Saikyō, Shōnan-Shinjuku, Takasaki et Utsunomiya de la JR East ;
- ligne Urban Park de la compagnie Tōbu ;
- New Shuttle.

## Culture locale et patrimoine
- Hikawa-jinja
- Railway Museum

Ōmiya est connu pour ses pépinières à bonsaïs. Un festival consacré à cet art y est organisé les 3, 4 et 5 mai de chaque année.